# Da Costagracht
De Da Costagracht is een kanaal in Amsterdam-West. De gracht verbindt de Hugo de Grootgracht in het noorden met het Jacob van Lennepkanaal in het zuiden. De huizen aan de gracht zijn gelegen aan de Da Costakade. In de gracht liggen ook woonboten. De gracht is in 1878 gegraven in de toen nieuwe Da Costabuurt, een deel van de Kinkerbuurt.
De gracht wordt overspannen/gekruist door vier bruggen/straten:
- De Clercqstraat (brug 108)
- Potgieterstraat (brug 138)
- Kinkerstraat (brug 183)
- Jacob van Lennepstraat (brug 180).

De gracht is vernoemd naar de 19e-eeuwse dichter en prozaschrijver Isaäc da Costa (1798-1860). Naast de gracht en de kade bestaan in de buurt ook de Da Costastraat (evenwijdig met de gracht) en het Da Costaplein (in de straat). Op 14 augustus 1942 werd, op aandrang van de Duitse bezetters, bij besluit van burgemeester Edward Voûte een aantal Amsterdamse straatnamen veranderd. Het ging om straten die naar het Nederlandse koningshuis of naar Joden genoemd waren. Tot het einde van de Tweede Wereldoorlog in 1945 heette het de Gouverneurskade. Het Da Costaplein kreeg de naam van Koetsveldplein en de Da Costastraat de naam van Tienhovenstraat.
Aan de kade bevinden zich het centrum De Nieuwe Liefde (Da Costakade 102), het Tetterode-complex (148-160) en het badhuis Da Costa (200).
De Da Costastraat loopt parallel ten oosten van de Da Costagracht tussen de De Clercqstraat en het Jacob van Lennepkanaal. Daar waar de Da Costastraat de Allard Piersonstraat kruist ligt het de Da Costaplein.

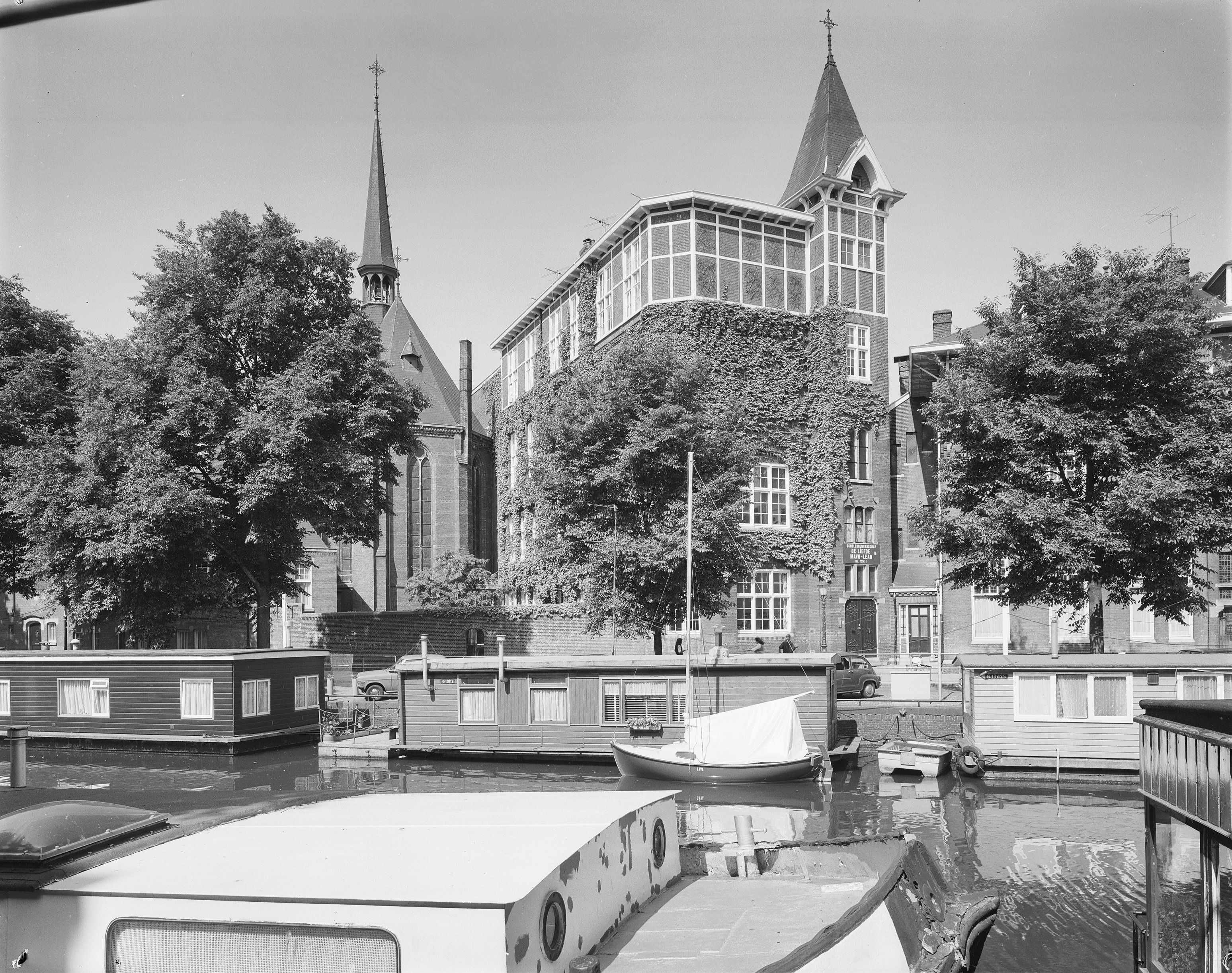
De inmiddels gesloopte rooms-katholieke kerk "De Liefde" / Sint-Nicolaas- en Barbarakerk, gezien vanaf de Da Costakade; 1978.
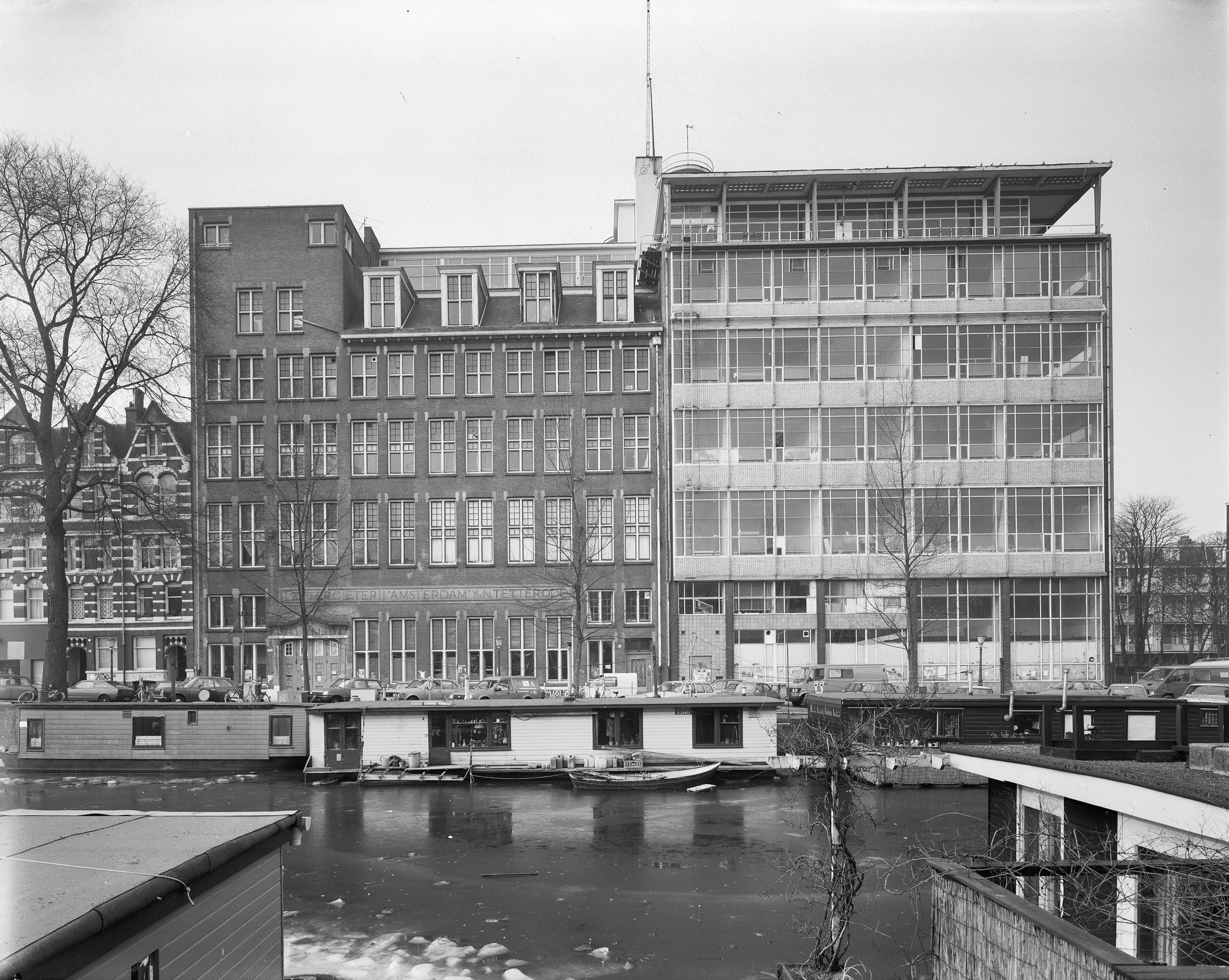
Tetterode Complex: gevel aan de Da Costakade; 1985.
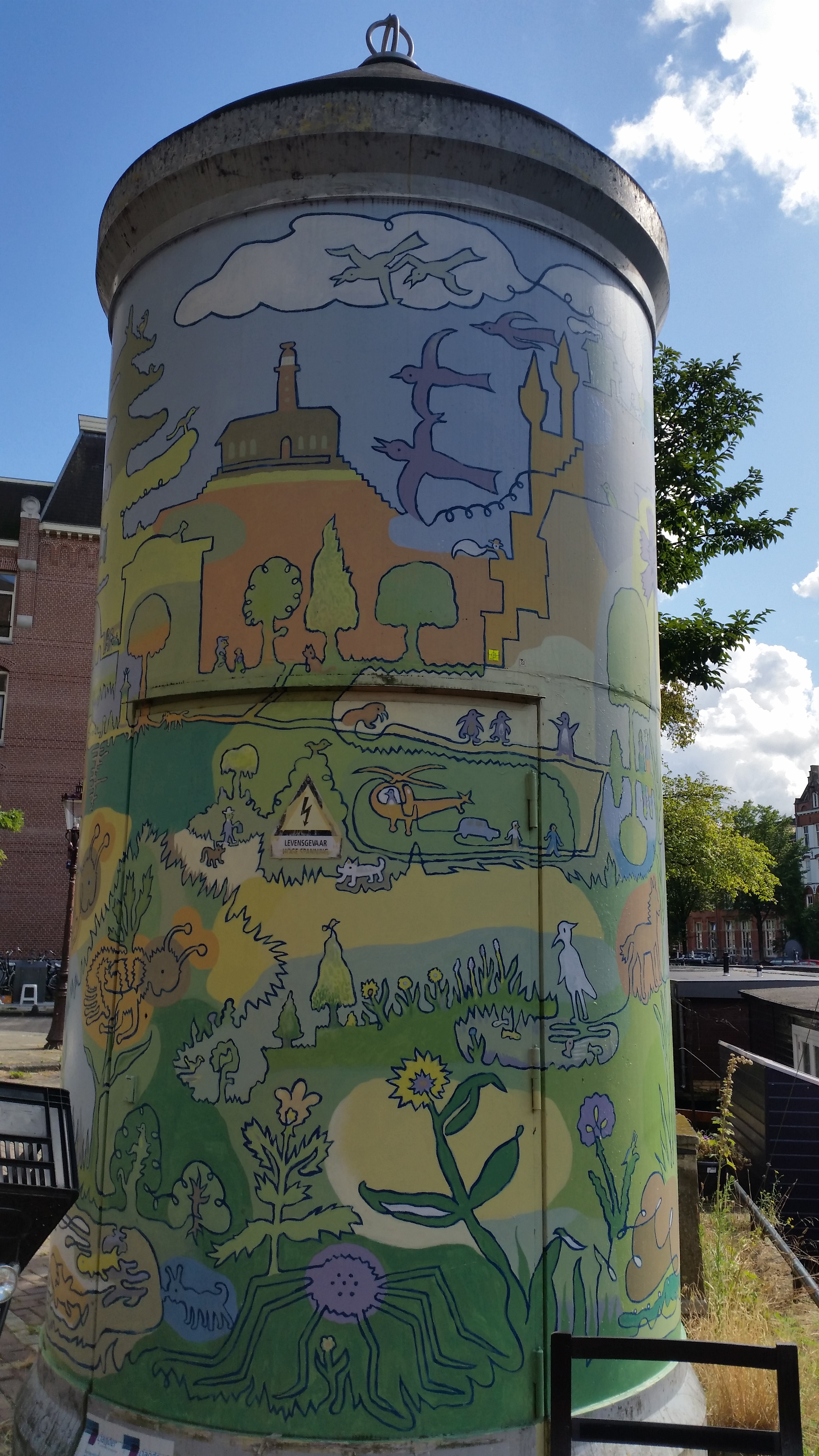
Een in 2016 door Ge Wasco beschilderde peperbus ter hoogte van huisnummer 77 (september 2019)